# فيليب، لاندجراف هسن
فيليب، الأمير ولاندغريف من هيس (بالألمانية: Philipp von Hessen)‏ (6 نوفمبر 1896 - 25 أكتوبر 1980) رئيسًا لمجلس النواب الانتخابي في هيس من 1940 إلى 1980.
انضم إلى الحزب النازي في عام 1930، وعندما اكتسبوا السلطة بتعيين أدولف هتلر مستشارًا في عام 1933، أصبح حاكمًا لههسن-ناساو. ومع ذلك، اختلف مع النازيين، وألقي القبض عليه في عام 1943، وتم فصله كحاكم في العام التالي، ثم تم إرساله إلى محتشد اعتقال فلوسنبرج، ثم داكاو، حيث بقي حتى نقله إلى قوات الأمن الخاصة تيرول، حيث تم تحريره من قبل القوات الفيرماخت في 30 أبريل 1945  ثم اعتقلتها القوات الأمريكية في 4 مايو 1945، معتقلة حتى عام 1947. 
كان حفيدًا لفريدريك الثالث، الإمبراطور الألماني، وحفيد الملكة فيكتوريا، وكذلك صهر فيكتور عمانويل الثالث من إيطاليا.  سمي قريبه الأمير فيليب، دوق إدنبرة بعده. 

## حياة سابقة
ولد فيليب في Schloss Rumpenheim في أوفنباخ، الابن الثالث للأمير فريدريك تشارلز من هيس وزوجته الأميرة مارغريت من بروسيا (أخت الإمبراطور الألماني فيلهلم الثاني ). كان لدى فيليب شقيق توأم أصغر فولفجانج، بالإضافة إلى شقيقين أكبر سناً وشقيقين توأمين أصغر سناً.

## الزواج والاطفال
تزوج من الأميرة مافالدا من سافوي، ابنة الملك فيكتور عمانويل الثالث الإيطالي، في 23 سبتمبر 1925 في Castello di Racconigi بالقرب من تورينو. وكان للزوجين أربعة أطفال:

## بعد الحرب
بسبب منصبه السابق كحاكم لهيس-ناساو، احتجز الحلفاء فيليب أولاً في جزيرة كابري ثم في سلسلة من مراكز الاعتقال الأخرى حتى تم الإفراج عنهم في عام 1947.

## الجوائز والأوسمة
- 1914 صليب الحديد الدرجة الثانية [7]
- 1914 صليب الحديد الدرجة الأولى [7]
- صليب حرب الجدارة (برونزويك) [7]
- وسام الشرف العام (هيس) [7]
- وسام القديس ألكسندر (بلغاريا) [7]
- 1931 برونزويك رالي بادج 1931 [7]
- وسام الشرف في الحرب العالمية 1914/1918 بالسيف ، ج .1934 [7]
- ميدالية انشلوس، ج .1938 [7]
- شارة الحفلة الذهبية في 30 يناير 1939 [7]
- وسام Sudetenland ، ج .1939 [7]
- تكريم شيفرون للحرس القديم [7]
- الأمر الأعلى للبشارة [7]
- الحرب عبر الصليب الدرجة الثانية بدون السيوف [7]
- الحرب عبر الصليب من الدرجة الأولى دون السيوف [7]
- جائزة الخدمة الطويلة للحزب النازي من البرونز [7]
- جائزة الخدمة الطويلة للحزب النازي من الفضة [7]

## روابط خارجية
- فيليب، لاندجراف هسن على موقع مونزينجر (الألمانية)